# Nermin Jamak
Nermin Jamak (sinh 25 tháng 8 năm 1986) là một cầu thủ bóng đá Bosna và Hercegovina thi đấu ở vị trí tiền vệ cho Čelik Zenica ở Giải bóng đá ngoại hạng Bosna và Hercegovina.l

## Sự nghiệp
Jamak đi qua học viện FK Željezničar Sarajevo, ký bản hợp đồng chuyên nghiệp và ra mắt năm 2005 ở đội một, cùng với Edin Džeko. Anh ra mắt cho câu lạc bộ trong trận đấu với NK Posušje ngày 6 tháng 8 năm 2005. Vào tháng 1 năm 2009 anh rời câu lạc bộ và sau thương lượng với đội bóng Croatia RNK Split thất bại, anh ký hợp đồng cho NK Čelik Zenica. Anh trải qua 2 năm ở Zenica, trở thành cầu thủ đội một, trước khi trở về Željezničar vào tháng 1 năm 2011, khi hợp đồng hết hạn. Jamak vẫn ở đó đến cuối mùa hè 2014, sau khi tham gia vòng loại UEFA Europa League cho Željezničar, anh ra nước ngoài đến câu lạc bộ của Croatia Prva HNL NK Osijek, ra mắt câu lạc bộ mới trước thất bại 0–1 trên sân nhà trước HNK Rijeka ngày 13 tháng 9 năm 2014, vào sân thay cho Ivan Baraban ở hiệp hai.